# Comizi agrari
I comizi agrari furono una istituzione creata nell'Ottocento in Italia a sostegno dell'agricoltura e per la diffusione di tecniche e innovazioni in campo agricolo.
Istituiti dal Regio Decreto 3452 del 23 dicembre 1866, dovevano aver sede in ogni capoluogo di circondario, mantenendosi con i contributi dei soci e l'aiuto delle pubbliche istituzioni.

## Compiti
Avevano il compito di presentare al governo le innovazioni di ordine generale e locale che si consideravano in grado di migliorare le sorti dell'agricoltura, raccogliere per il governo le notizie che fossero richieste nell'interesse dell'agricoltura, fare opera di informazione tra i contadini per diffondere le coltivazioni migliori, i metodi più adatti alla coltivazione, gli strumenti più moderni e perfezionati, promuovendo esposizioni e concorsi di macchine e strumenti agricoli, infine controllare che fossero rispettate le norme di polizia sanitaria. Tra i ministri che si distinsero nel promuovere i comizi agrari ci fu il mazziniano Stefano Castagnola 
Era la ripresa di istituzioni più antiche come quelle aderenti all'Associazione agraria di Torino. I comizi più attivi crearono una "cattedra ambulante", stipendiando un laureato in scienze agrarie che tenesse conferenze nei borghi rurali della provincia illustrando le nuove metodologie agricole. I più famosi cattedratici ambulanti,  Tito Poggi, Antonio Bizzozero, Vittorio Peglion, furono i primi alfieri, sul campo, del rinnovamento dell'agricoltura italiana.
Particolare importanza  ha avuto il comizio agrario di Cremona, città dove appunto è dedicata una via a tale istituzione. 
Tranne rare eccezioni, soprattutto nella pianura padana, i Comizi Agrari ebbero vita stentata, sostituiti, poi, dai più vitali consorzi agrari, costituiti in forma di società cooperative.
Il Comizio agrario di  Piacenza nel 1885 creò una Sezione per gli acquisti collettivi curata da Giovanni Raineri che fu il nucleo, appunto, del futuro consorzio agrario di Piacenza e di tutta la Federconsorzi.
Attualmente è ancora in attività un unico Comizio Agrario, il Comizio Agrario di Mondovì (CN) costituito il 25 maggio 1867, il quale possiede una sede propria, una importante biblioteca di carattere agrario, un campo varietale frutticolo e un orto didattico (www.comizioagrario.org).

## L'esempio francese
L'origine del nome "comizi agrari" viene dal francese. I primi esempi furono del 1788, ma soppressi nel 1793 quando tutte le organizzazioni, fossero esse corporative o meno, furono viste come sospette.
Una circolare del duca Decazes, ministro degli interni, favoriva l'istituzione in ciascun capoluogo di istituzioni a favore dell'agricoltura.
Nel 1830 fu istituita  le Sociétés d'agriculture e il 31 maggio 1833 fu emanato il regolamento per istituire i comices agricoles.